# Södermanlands runinskrifter 35
Södermanlands runinskrifter 35 är en av två vikingatida runstenar vid tjuvstigen, en gammal skogsväg mellan Vrå i Hölö socken och Nora vid Norasjön i Trosa-Vagnhärads socken i Södermanland. Den andra är Sö 34. De båda ristningarna kan uppfattas som delar av samma text avfattad på det fornnordiska versmåttet fornyrdislag:
Sö 34

StyrlaugR ok HolmbR 

stæina ræistu 

at brøðr sina 

brautu næsta. 

ÞæiR ændaðus 

i austrvegi, 

Þorkell ok Styrbiorn, 

þiagnaR goðiR.

Sö 35

Let IngigæiRR

annan ræisa stæin 

at syni sina, 

syna gærði. 

Guð hialpi and þæiRa. ÞoriR hio.

## Galleri

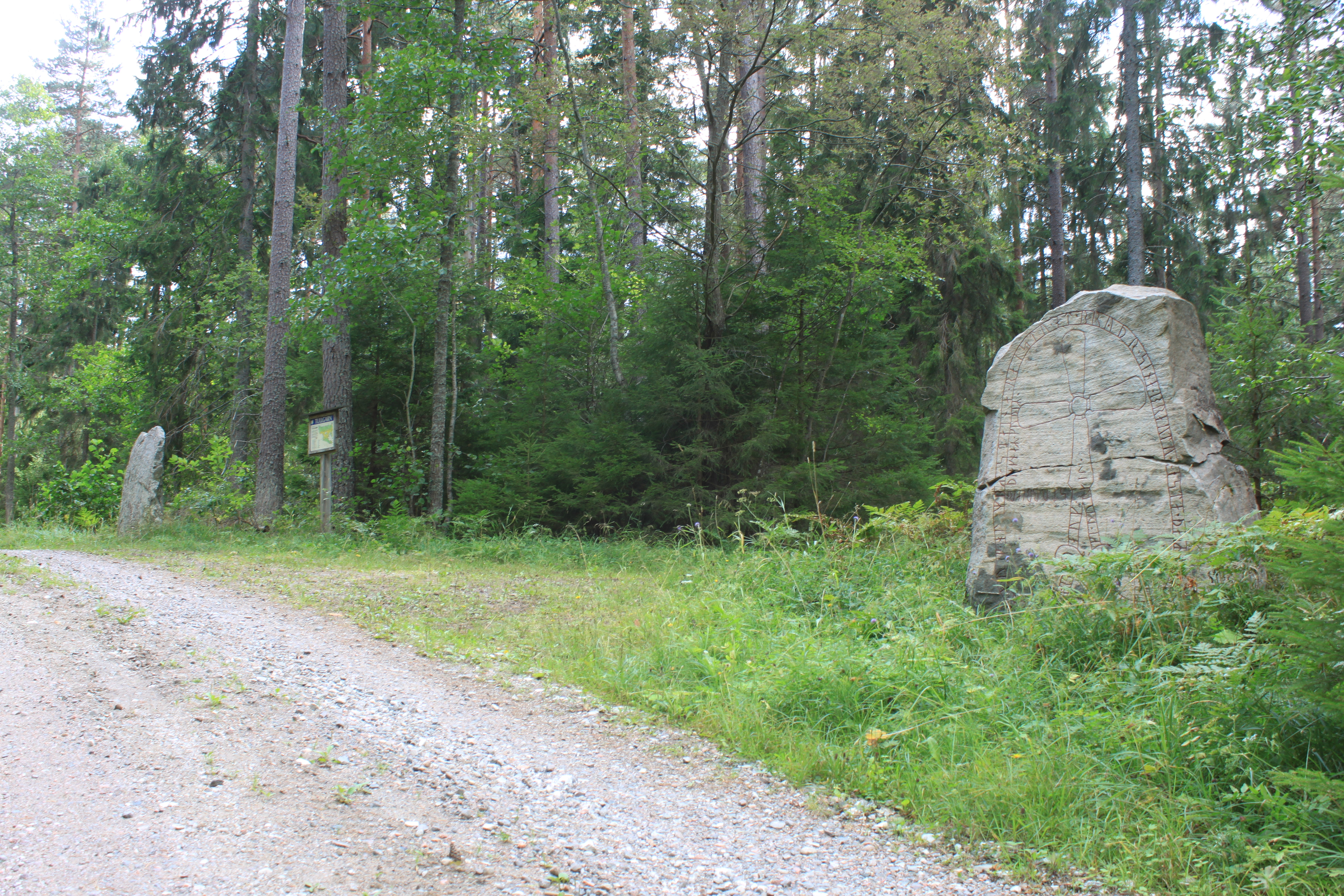
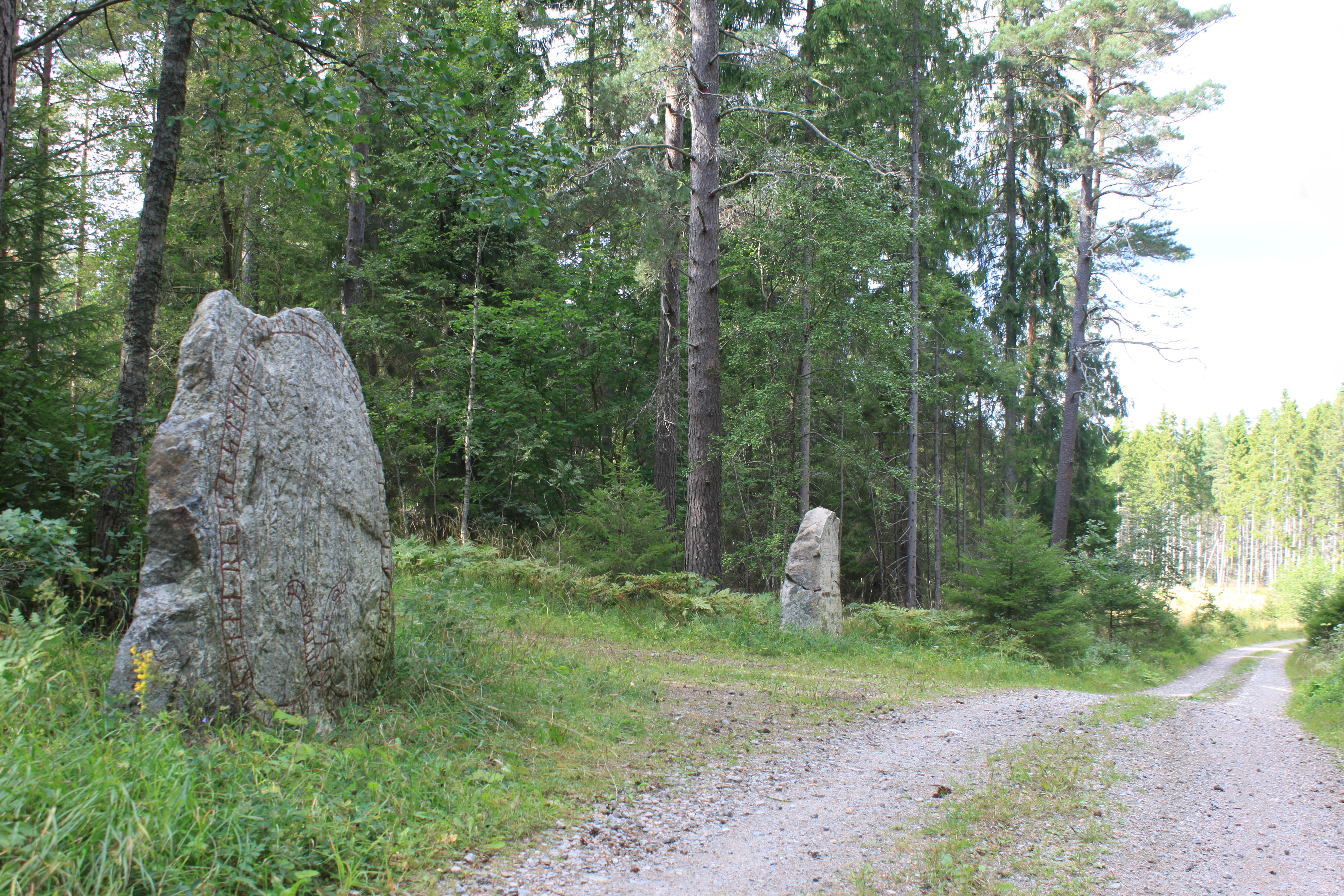
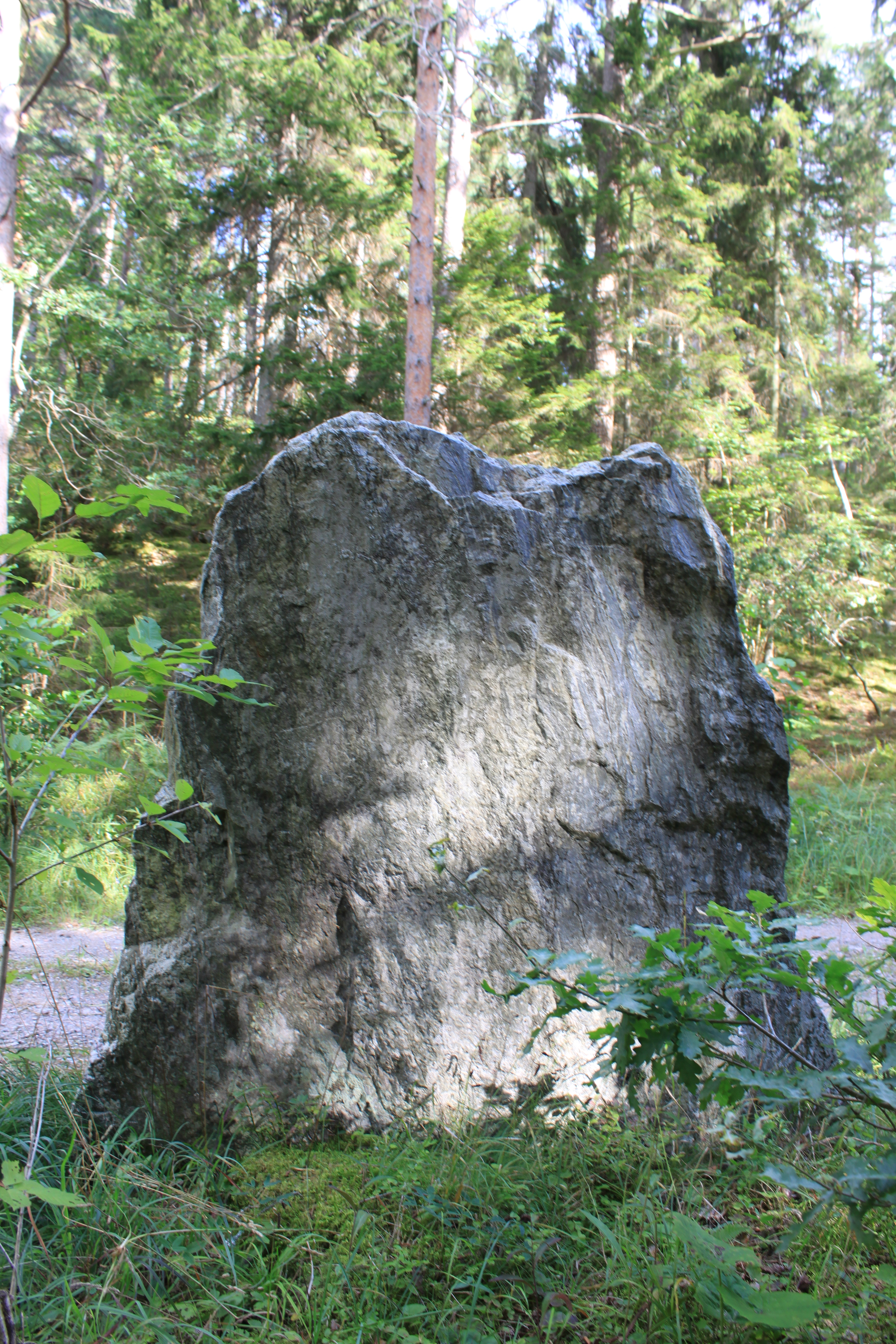
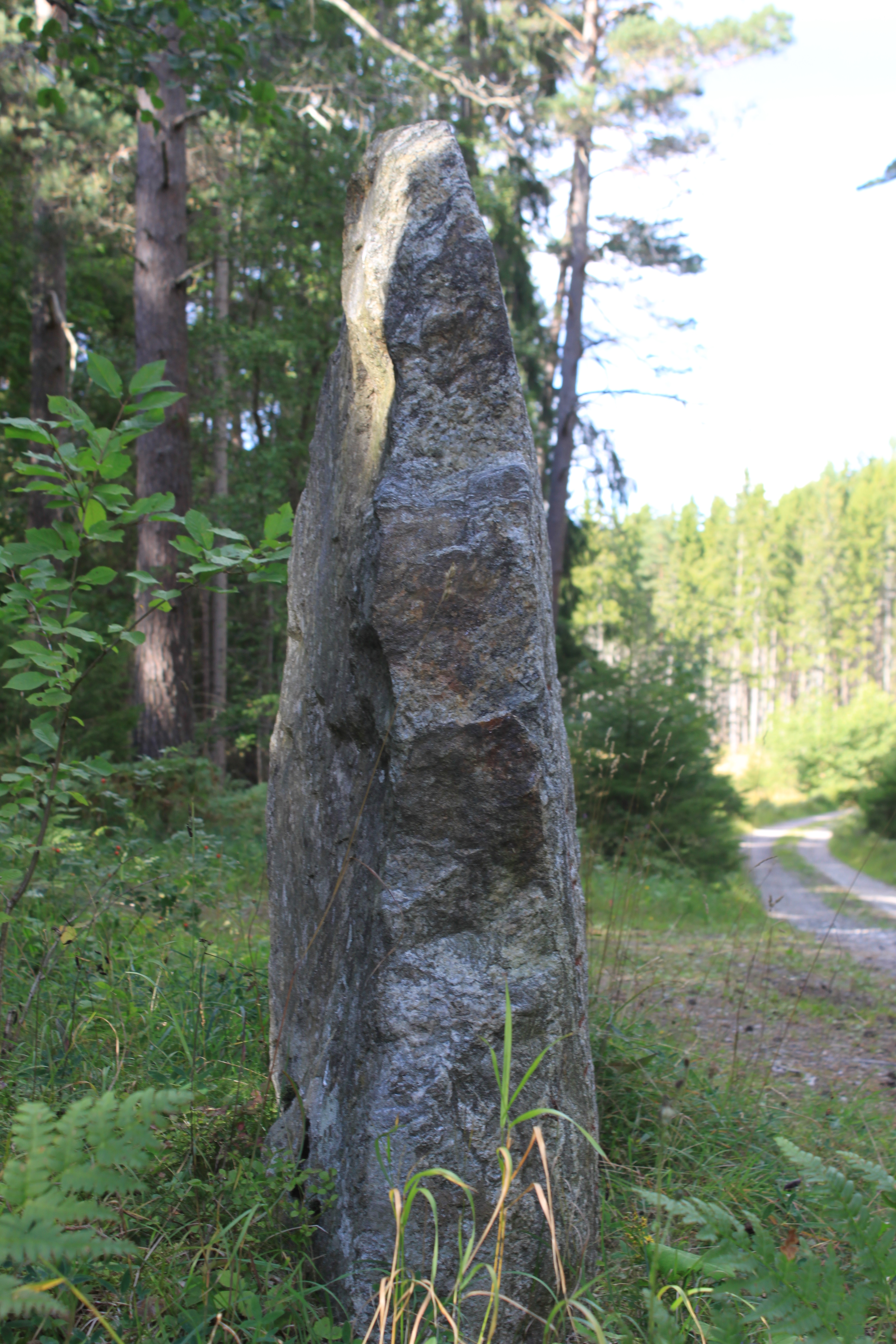
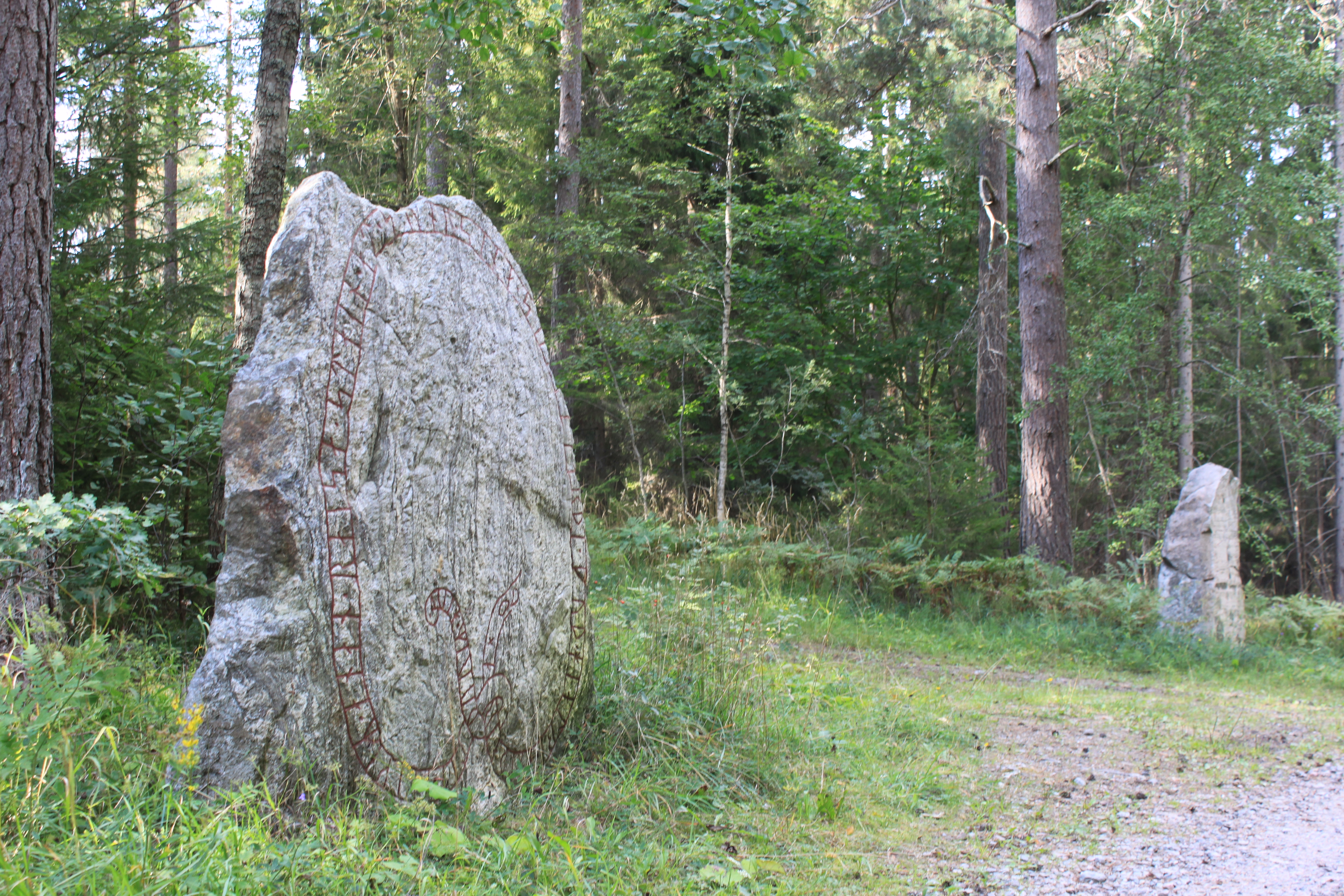

## Inskriften
Translitterering av runraden:
lit · igikeR · anan · raisa · stain · at · suni · sina · su[n·]a · kiarþi · kuþ · hialbi · ant · þaira × þuriR · hiu ·
Normalisering till runsvenska:
Let IngigæiRR/Ingigærðr annan ræisa stæin at syni sina, syna gærði. Guð hialpi and þæiRa. ÞoriR hio.
Översättning till nusvenska:
Ingeger lät resa en annan sten, efter sina söner, sirning därpå gjorde. Gud hjälpe deras ande. Torer högg.